# Broadmeadows
Broadmeadows ist ein Stadtteil der australischen Metropole Melbourne. Er befindet sich etwa 16 Kilometer nordwestlich der Innenstadt. In Broadmeadows befindet sich der Sitz des Hume City Councils.

## Geschichte
Das Gebiet von Broadmeadows wurde in den 1840er Jahren von Pastoralisten besiedelt. Zuvor lebten in diesem Gebiet Wurundjeri.
Im Rahmen der Olympischen Sommerspiele 1956 in Melbourne wurde in Broadmeadows das Straßenrennen im Radsport ausgetragen.